# Diocèse de Torreón
Le diocèse de Torreón (en latin : Dioecesis Torreonensis ; en espagnol : Diócesis de Torreón) est un diocèse de l'Église catholique du Mexique, suffragant de l'archidiocèse de Durango.

## Territoire

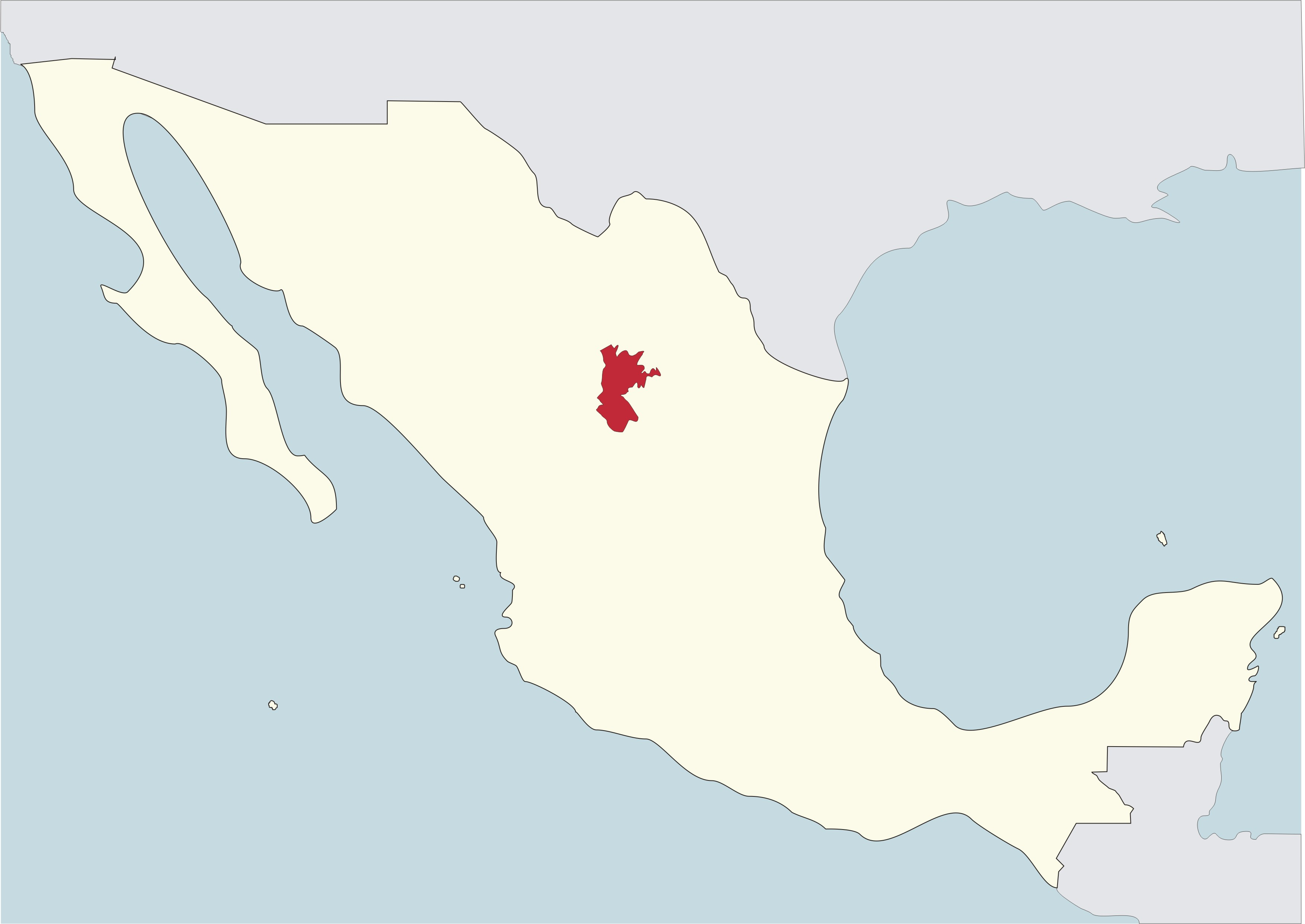
Diocèse de Torreón en rouge sur la carte du Mexique

Il comprend les municipalités de Francisco Ignacio Madero, Matamoros, San Pedro et Torreón de l'État de Coahuila ce qui correspond à un territoire d'une superficie de 22 471 km2 divisé en 61 paroisses.
Le siège épiscopal est dans la ville de Torreón où se trouve la cathédrale Notre-Dame-du-Mont-Carmel. La Vierge Marie, vénérée sous ce vocable, est la patronne du diocèse.

## Historique
Le diocèse est érigé le 19 juin 1957 par la constitution apostolique Qui hanc du pape Pie XII en prenant une partie du territoire du diocèse de Saltillo. Il est nommé suffragant de l'archidiocèse de Durango.

## Évêques
- Fernando Romo Gutiérrez (13 janvier 1958 - 27 juin 1990)
- Luis Morales Reyes (27 juin 1990 - 20 janvier 1999), nommé archevêque de San Luis Potosí
- José Guadalupe Galván Galindo (12 octobre 2000 - 9 septembre 2017)
- Luis Martín Barraza Beltrán, depuis le 9 septembre 2017